# Nadya Filippova
Pour les articles homonymes, voir Filippov.
Nadezhda "Nadya" Nikolaïevna Filippova  (russe : Надежда "Надя" Николаевна Филиппова), née le 17 septembre 1959 à Nijni Novgorod (RSFS de Russie), est une ancienne joueuse soviétique de hockey sur gazon. Elle est médaillée de bronze aux Jeux de 1980.

## Carrière
Nadezhda Filippova fait partie de l'équipe soviétique de hockey sur gazon qui remporte la médaille de bronze aux Jeux olympiques d'été de 1980.

## Palmarès

### Jeux olympiques
- médaille de bronze du tournoi féminin en 1980 à Moscou,  Union soviétique